# Luboiwaniwka
Luboiwaniwka (ukr. Любоіванівка) – wieś na Ukrainie, w obwodzie mikołajowskim, w rejonie perwomajskim, w hromadzie Błahodatne. W 2001 liczyła 410 mieszkańców, spośród których 392 wskazało jako ojczysty język ukraiński, 5 rosyjski, 8 mołdawski, 1 bułgarski, 11 ormiański, a 1 inny.